# Вера Чохаџић
Вера Чохаџић (1910 — 2003) била је југословенска и српска уметница.
Завршила је Краљевску академију у Београду и спада у најуспешније представнике ове престижне предратне академије.
На тржишту је веома тешко наћи њене слике јер су их откупили готово сви музеји Југославије, а највећи део заоставштине је у Народном музеју у Београду.

## Радови
Радови Вере Чохаџић:
- Задар
- Кале
- Мртва природа
- Глава сестре
- Цвеће у плавој вази
- Цвеће у бокалу
- Мртва природа са шкољком
- Ентеријер
- Руже у вази
- Цвеће
- Шкољка
- Трибуњ
- Гардош
- Херцег Нови
- Бока которска
- Мотив из Херцег Новог
- Мотив из Београда
- Мотив из предграђа
- Дан и ноћ у жардињери
- Кућа са црвеном оградом
- Поглед са прозора
- Градски предео
- Град
- Железничка станица
- Шкољка
- Једрењак
- Ваза са цвећем
- Без назива
- Увеле руже